# إلسون فلويد
إلسون فلويد (بالإنجليزية: Elson Floyd) هو أكاديمي أمريكي، ولد في 1 مارس 1956 في هندرسون في الولايات المتحدة، وتوفي في 20 يونيو 2015 في بولمان في الولايات المتحدة بسبب سرطان القولون.